# Динамика североатлантического климата
Климат северной Атлантики представляет собой динамическую климатическую систему, которую в первом приближении можно рассматривать независимо от остальных климатических зон планеты. 
Повышенный интерес к динамике североатлантического климата связан с тем, что не так давно удалось построить ряд реалистических математических моделей, основанных на многочисленных экспериментальных данных. Среди основных выводов этих моделей: крайне хрупкое равновесие современного течения Гольфстрима и наблюдение явления стохастического резонанса. 

## Основные факторы, влияющие на климат северной Атлантики
Принципиально важными для понимания поведения североатлантического климата являются следующие факторы: 
- тёплое течение Гольфстрим и противоположное ему глубинное холодное течение, их взаимодействие.
- динамика арктического оледенения — прежде всего Гренландии.
- изменение притока материковых пресных вод из сибирских рек (Обь, Енисей, Лена).

Все эти факторы находятся в тесной взаимозависимости и потому должны рассматриваться в совокупности. Например, площадь арктического оледенения сказывается на циркуляции приарктических воздушных масс, что влияет на интенсивность выпадения осадков. Изменения в количестве осадков сказываются на притоке пресных вод в район северной Атлантики, к чему очень чувствительны океанические течения. Наконец, изменение течений влияет на динамику

## Современная система течений
Тепло в северную Атлантику и Северный ледовитый океан приносит течение Гольфстрим, возникающее в районе экватора из северного и южного пассатных течений.
Также: 
- Северо-Атлантическое течение (считается, что течение оказывает значительное влияние на климат в Европе)
- Атлантическая меридиональная опрокидывающая циркуляция (The Atlantic meridional overturning circulation[англ.], AMOC) – система океанических течений, включающая Гольфстрим, переносящая тепло от экватора в северное полушарие.[1][2][3]
- Североатлантические глубокие воды North Atlantic Deep Water[англ.], NADW) — глубоководная масса, образовавшаяся в северной части Атлантического океана. Термохалинная циркуляция (правильно описываемая как меридиональная опрокидывающая циркуляция) Мирового океана включает поток теплых поверхностных вод из южного полушария в Северную Атлантику. Вода, текущая на север, модифицируется за счет испарения и смешивания с другими водными массами, что приводит к увеличению солёности. Когда эта вода достигает Северной Атлантики, она охлаждается и опускается за счет конвекции из-за понижения температуры и увеличения солёности, что приводит к увеличению плотности. NADW представляет собой отток этого толстого глубокого слоя, который можно обнаружить по его высокой солености, высокому содержанию кислорода, минимуму питательных веществ, высокому содержанию 14C/12C и хлорфторуглеродов (CFC).

см. Категория:Течения Атлантического океана

## Теории о возможном влиянии потепления на североатлантический климат
Происходящее сейчас глобальное потепление может привести к кардинальным изменениям в структуре течений северной Атлантики и всего региона.
Потепление вызовет следующие последствия:
- Усиление таянья Гренландского ледника.
- Увеличение числа осадков над Сибирью и увеличение речного стока в Северный ледовитый Океан. Как следствие дальнейшее уменьшение солености океана и повышение его температуры.
- Повышение температуры и уменьшение солености северной Атлантики приведет к уменьшению разницы плотностей вод течения Гольфстрим и Гренландского течения, ослабление Гольфстрима, и возможно отмирание его северной части.
- Исчезновение северной части Гольфстрима вызовет значительное наступление льдов на Европу и северную Азию вследствие резкого похолодания климата, что в итоге приведёт к новому ледниковому периоду на Земле.

## Отражение в средствах массовой информации
Сложная динамика североатлантического климата стала объектом внимания средств массовой информации после выхода в прокат в 2004 году художественного фильма «Послезавтра». В этом фильме — правда, в несколько преувеличенной форме, — показано, насколько хрупким является современное равновесное состояние и какие катастрофические изменения климата можно ожидать при нарушении — спонтанном или антропогенном — этого равновесия.

## Популярные заметки
- Роль случайности в закономерности изменений климата // архив журнала Scientific.ru
- Карнаухов А.В., Карнаухов В.Н. Новая модель оледенений в Северном полушарии